# ファクシミリ

家庭用FAXを使用する若者（1994年）

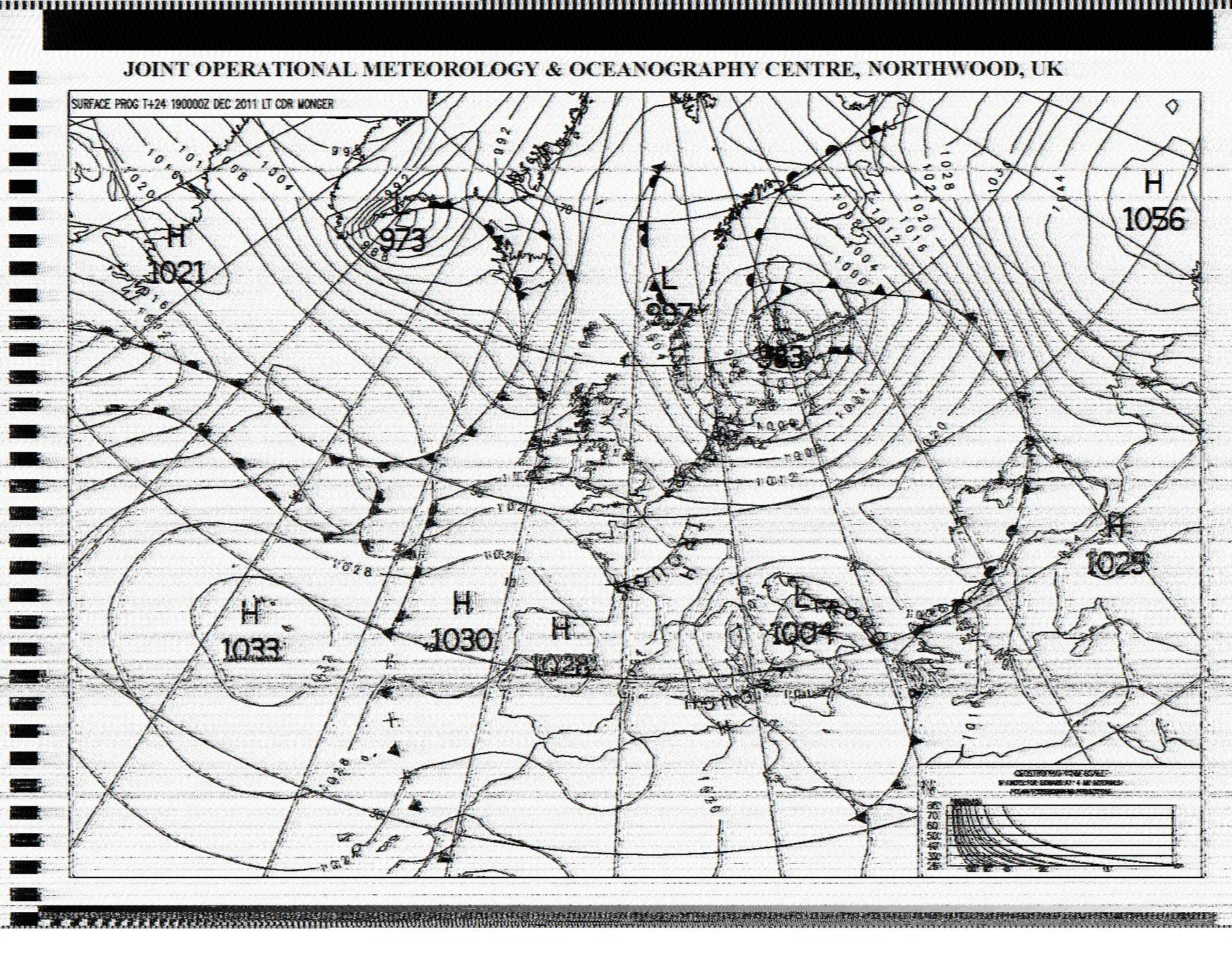
ラジオファクシミリ（無線で伝送するファクシミリ）で受信した気圧配置図。無線FAXによる定時配信を自動受信することで入手する。この図は2011年12月にイギリス軍ノースウッド司令部内のJOMOC（Joint Operations Meteorology and Oceanography Centre 気象学と海洋学に関する統合運用センター）から配信されたもの。

ファクシミリ（英語: facsimile）は、文字や図形、写真などの静止画像を、電気信号に変換して送受信する通信方式、またはその用途で使用する機器である。通称はFAX（ファックスまたはファクス）。

## 概要
一般的なFAXは、静止画像を電子データに変換するイメージスキャナ、電子データを送受信するための電気信号に変換するモデム、電子データを印字するためのプリンタが組み合わさった装置である。通信回線としては、有線と無線の両方が用いられるが、一般的には公衆交換電話網が利用される。
2000年代以降は電子メール、チャット、クラウドストレージの普及により世界的に利用者が減少しているが、日本ではこれらを使いこなせない高齢者や、デジタル化が遅れている職場、情報を印刷物の形で記録したい層からの需要があるため機器の製造が続けられている。中小企業の場合、8割がFAXに頼る傾向がある。

### ギャラリー
- 1940年のラジオファクシミリ装置
- 1960年のソビエト連邦のファクシミリ機
- Infotec 6000（1974年）
- Muirhead & Co.社のMufaxの送信機（1975年）

## 歴史

### ベイン: ファクシミリの原型を発明

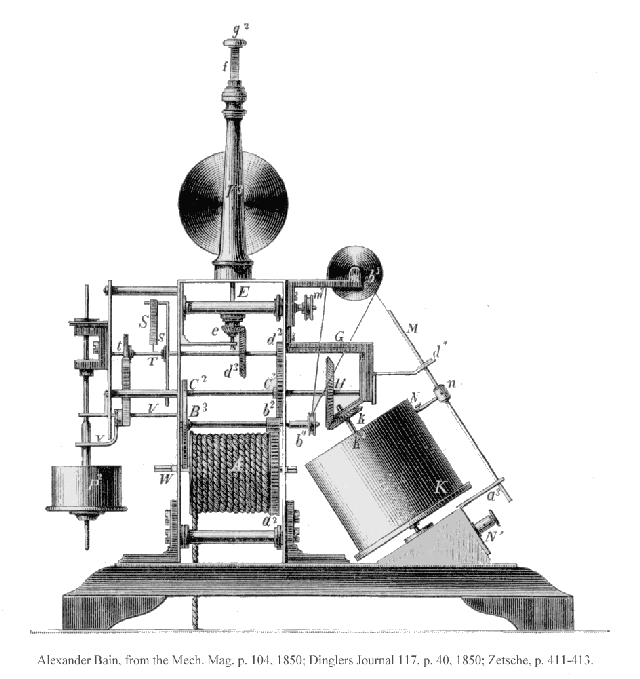
ベインの装置（1850年のもの）

1843年、イギリス人のアレクサンダー・ベインがファクシミリの原型を発明し、特許を取得した。
送信側では、振り子の振幅方向に平行な下部側面に絶縁板をセットする。その絶縁板上に金属の文字を置き、振り子の先に絶縁板に接触する金属針を取り付けて、左右に振り子を動かす。接触針は絶縁板を左右に移動して、絶縁部分に接触している時は「非導通」、金属部分に接触すると「導通」の信号を送る。1回の振幅毎に絶縁板を上方（又は下方）に少しずつ移動させて、絶縁板全体を走査させる。
受信側でも同様な振り子と接触針を設けて、化学反応によって変色する記録紙に接触針を走査させる。「導通」の信号のときに電流を流して、記録紙を変色させて送信側の絶縁板上の金属文字を再生させる。
送信側の読取走査と受信側の記録走査は、それぞれ別の振り子を利用しているので同期が難しく、記録位置にずれが発生して画像が乱れ実用化されなかった。

### パンテレグラフ

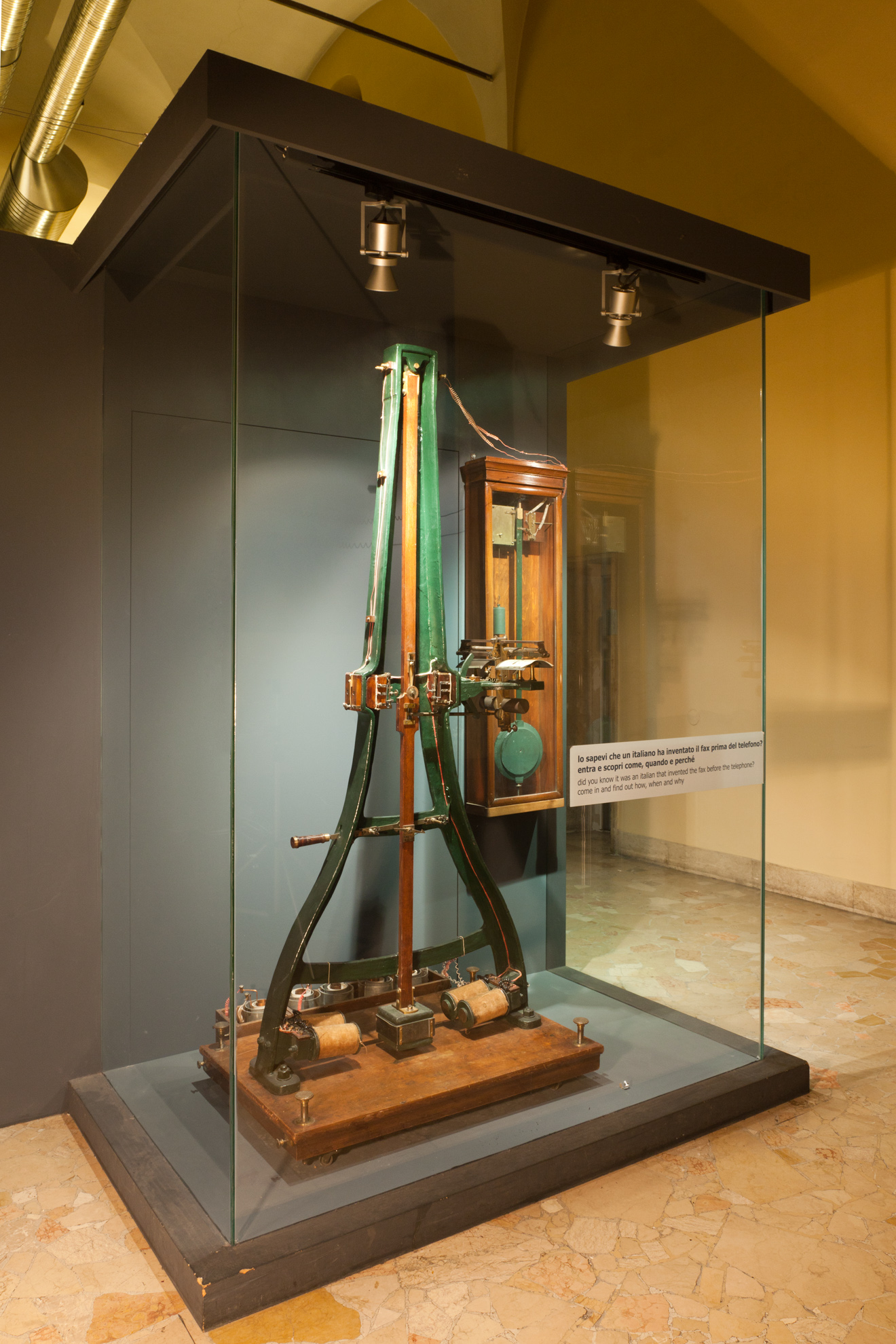
1933年に作られたパンテレグラフのレプリカ、レオナルドダビンチ博物館の展示

ベインの装置では同期が難しいという欠点を改良したのがイタリア人のジョヴァンニ・カゼッリである。1862年、カゼッリは送信側から振り子の同期信号を送り、受信側の振り子を電磁マグネットで制御して同期を取るパンテレグラフを発明した。フランス郵便・電信公社で採用され、手書きの文字や図面や絵等の電送に使用された。用紙は111mm×27mmで、約25文字程度が電送でき、主に銀行のサイン照合に利用された。

### ベイクウエル: 現在のファクシミリの基本形を発明

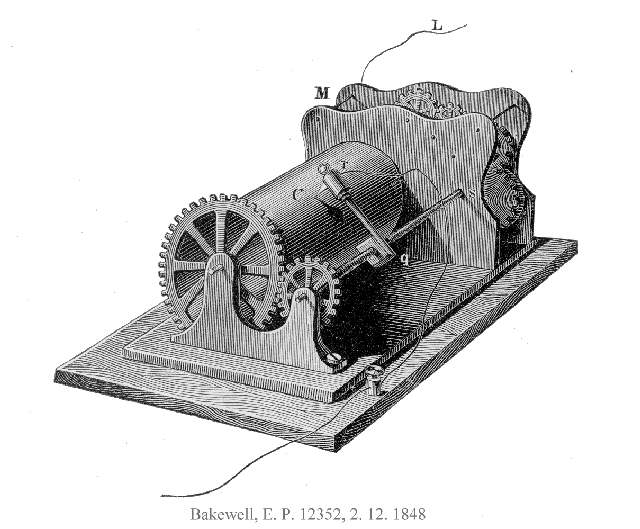
ベイクウエルの装置（1848年）

1848年、イギリス人ベイクウエル（Frederick Collier Bakewell）は、ベインの発明を大きく改良し、現在のファクシミリの基本形を発明した。
1851年のロンドン万国博覧会で展示された。送信側は、金属円筒に特殊な絶縁インクで書いた金属箔を巻き付ける。円筒の円周方向に固定して接触させた金属針（接触針）を設け、円筒を回転させて「導通」、「非導通」の信号を得る。円筒を回転しながら、接触針を円筒の片方の端から他端にむかって軸方向に少しずつ移動させることによって、円周面（金属箔）全体を走査して受信側に送る。受信側も送信側と同じ大きさの金属円筒と接触針を設け、電流が流れたときに変色する化学紙を巻き付け、送信側に同期して回転させる。送信側の導通・非導通の信号は記録紙に濃淡となって表示される。受信側の円筒の回転速度やスタート・ストップを送信側の円筒と同期することが難しく実用化されなかった。

### ハンメル: ベイクウエル方式の改良
1898年、アメリカ人ハンメル（Ernest A. Hummel）はベイクウエルの欠点を改良した装置（Telediagraph）を発明した。8インチ径の円筒を用い、送信側の円筒が1周回転する毎に同期信号を発生し、その信号毎に接触針を軸方向に1/56インチ移動していく。受信側では送信側の同期信号を受けて同様な方法で円筒と接触針を制御して同期を取る。同時に送信原稿の信号を受けて記録する。送信原稿は薄い金属箔に非導通のワニスで記載し、受信側では2枚の白紙に挟まれたカーボン紙に記録する。原稿サイズは最大8×6インチ（203mm×152mm）で送信時間は20 - 30分、いくつかの米国新聞社で採用された。

### コルンとベラン: 電子式ファクシミリの発明
その後、1876年にベル（Alexander Graham Bell）により電話が発明され、更に、1883年にエジソンにより真空管が発明、更に真空管から光電管が発明された。

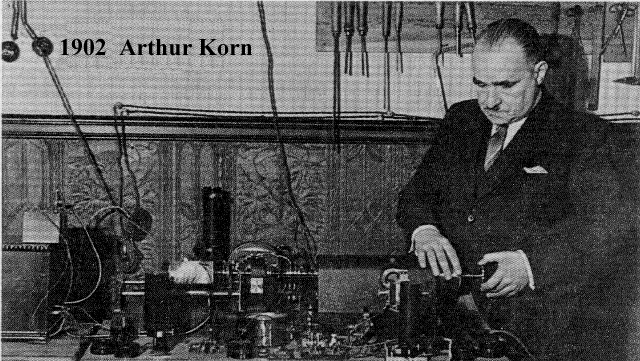
Arthur Kornによるtelephotographyテレフォトグラフィの実験（1902年）

1906年、ドイツ人コルン（Arthur Korn）とフランス人ベラン（Edouard Belin）がほぼ同時に、同様な方法で写真の電送に成功した。送信側の円筒に巻き付けていた金属箔を写真やイラスト、文字等が書かれた用紙に変え、接触針の代わりに光電管を使用した。回転するドラムに巻き付けた用紙の小さな一点にレンズで焦点を合わせて、光電管に光を送る。固定したレンズと光電管をドラムの軸方向に少しずつ移動させる。用紙に書かれた文字やイラスト等の「白」と「黒」およびその中間色の部分は光電管によって色の濃さに比例した電気信号に変わり、その信号を電話回線で送る。受信側では送信側と同期して円筒を回転させ、円筒に巻いた印画紙に、送られてきた信号に基づいた光を当てて感光させる。写真の中間調（ハーフトーン）電送を実現させた。
コルン式もベラン式も、両方の円筒（ドラム）の回転を一致（同期）させるために、送受信それぞれ別の2個の音叉を使い、その振動に合わせて両方のモーターの回転数を同じにするという原理を使っていた。送信側と受信側の温度や湿度の違いで、音叉の周波数が微妙に変わるためにモーターの回転数に誤差が生じ、画像が乱れるという問題があった。
コルンのシステム（photoelectric telephotography）は1910年からパリ・ロンドン・ベルリン間を電話回線経由で結ばれて運用され、ベランのシステム（Belinograph）は1930年代・1940年代にニュースメディアで使用された。
その後、日本電気の丹羽保次郎と小林正次が画期的なFAXの技術を開発（後述）し、1920年代後半から実運用が開始された。

### ヘル: テレプリンター方式ファクシミリの発明
1929年、ドイツ人ヘル（Rudolf Hell）はテレプリンター方式をファクシミリに採用した新しい方式ヘルシュライバーを発明した。
タイプライタ型のキーボードで文字を入力する。その文字を7×7ドットのパターン（ピクセル）に分解して左側のドット列から順次ON-OFF信号として送信する。受信側ではカーボンコピー紙と記録紙を重ねたテープを円筒に接触させ、円筒の回転に合わせて移動させる。回転する円筒には螺旋状に等間隔な小さな突起が連なり、この突起列は円筒を2周している。円筒と記録用のテープが接する箇所にハンマーがセットされ、受信したON信号によりハンマーで円筒をヒットすると円筒の小さな突起部分がカーボン紙から記録紙に転写される。記録された文字は傾いているが充分可視、判読できる。有線、無線に対応できること、通信系のノイズや歪み、電文の漏洩（秘密の保持）に対して強いことで、1930年代の第2次世界大戦まではポータブルな装置（Feld-Hell）がドイツ軍に使用された。その後は1980年代までニュースの電送に使用された。

### 日本
日本では1924年（大正13年）6月、大阪毎日新聞と東京日日新聞が日本で初めてドイツからコルン式の電送写真機を3台購入し試験したが不安定であった。次いで、朝日新聞が1928年（昭和3年）6月フランスからベラン式の電送機を3台購入した。実験は成功したが、画像乱れの問題があり、実用化されなかった。

#### 丹羽と小林: コルン・ベラン方式の改良

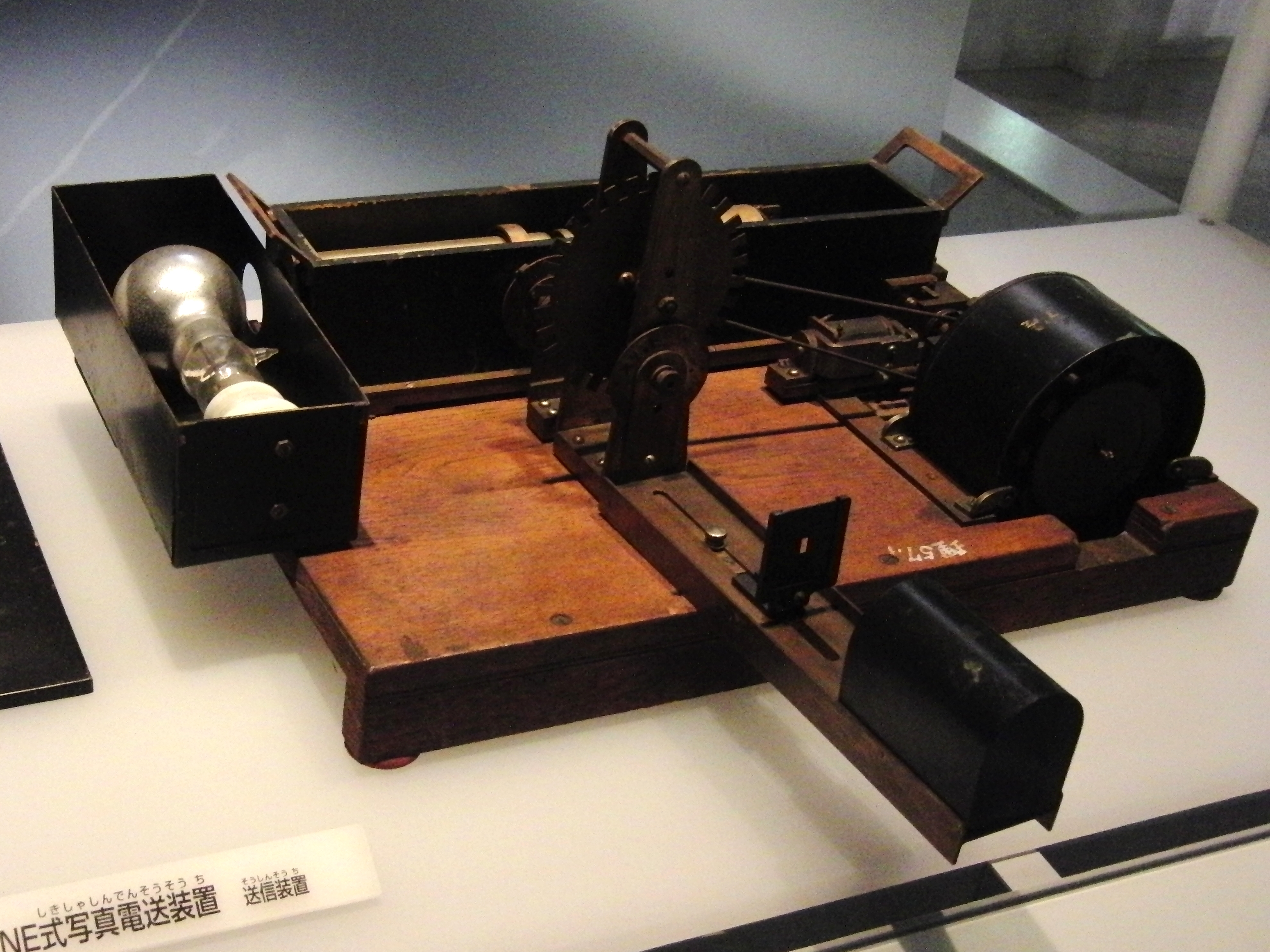
NE式写真電送装置の送信装置。国立科学博物館の展示。

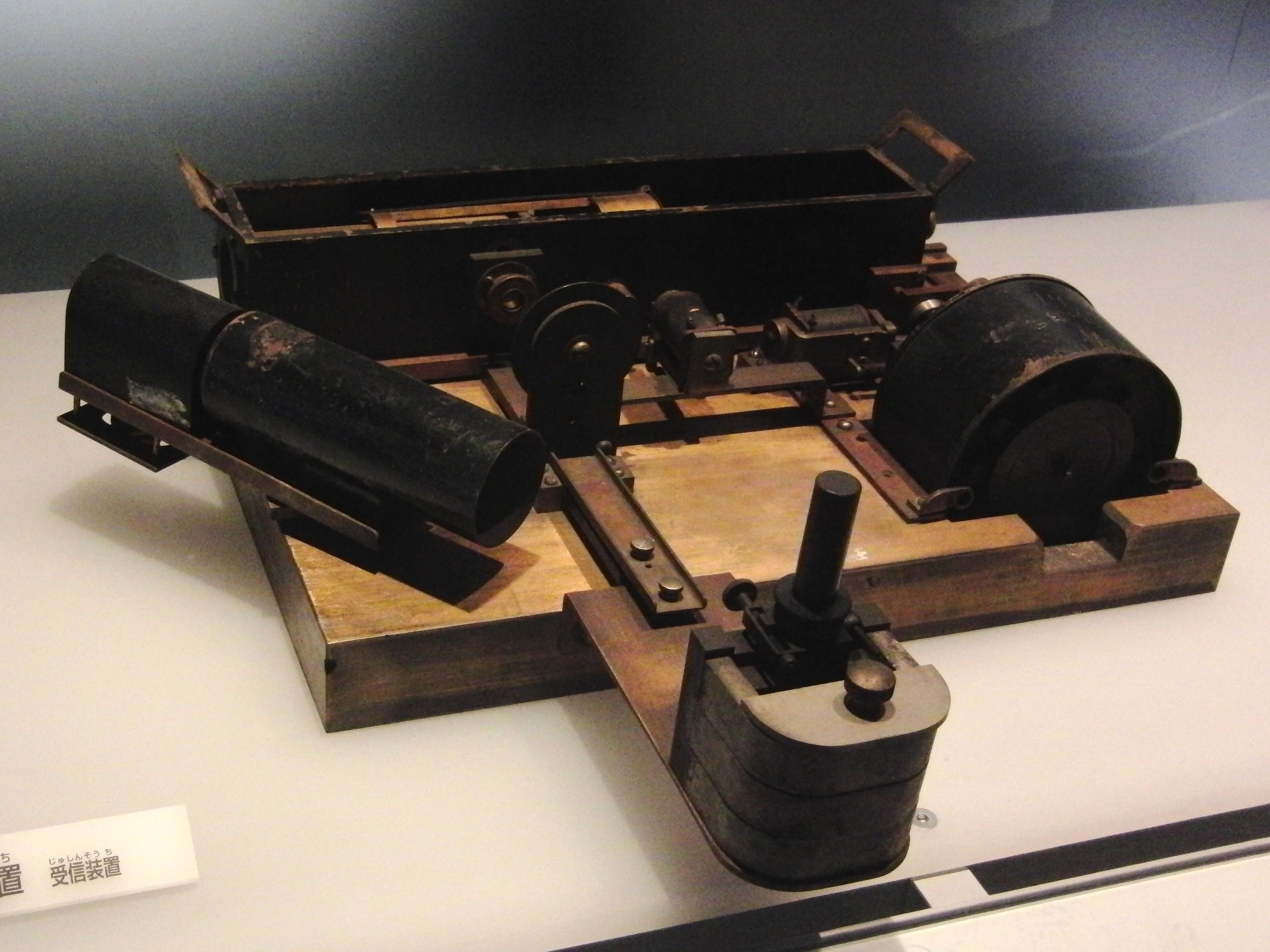
NE式写真電送装置の受信装置。国立科学博物館の展示。

1928年、日本電気の丹羽保次郎とその部下、小林正次はベラン式やコルン式の同期ずれによる画像乱れを改良したNE式写真電送機を開発した。NE式は在野の発明家安藤博による「同期検定装置」を採用。送信側の回転ドラムを三相交流モーターで回し三相の波を単相にした波を電話回線で相手側に送り、受信機側で三相交流電流に戻して記録用の交流モーターを回して同期を取る。同期信号を受信側に送ることで送信側と受信側のモーターを完全に同じ回転数で回せる方式だった。この方式の利点は送信側が一回転ごとに同期信号を送ってくるため送信側の回転数がブレても受信側も同じ回転数になるため同期が崩れないことだった。当時三相交流は強電系の技術であり直流モーターを使用することが普通だった弱電で使用する機械は珍しかった。写真の明暗の変化は光電管で電気信号に変換して電話回線の中では音の強弱に変換されて送られる。電話の音の周波数をモーターの回転数に、音量を明暗の濃さに変換することで画像に乱れなく写真を電送出来た。この同期検定装置は後にファクシミリだけでなく遠隔地のモーターの回転数を制御する技術として広範囲に活用されている。高い精度で送れる反面、データー圧縮が行えないので通信速度面では不利であった。
1928年11月10日に京都御所で行われた昭和天皇の即位礼を、京都から東京に伝送したのが実用化第1号であった。即位礼の時、速報を大阪毎日新聞社と朝日新聞社がかって出た。
しかし、同じ音叉などを送受信双方に組み込んで同期を取るベラン式やコルン式は気温や湿度の影響を受けやすく環境変化で同期が崩れる問題が克服できず画像が歪んでしまい、国は歪んだ画像を文書に載せ公開することを禁止する法律を制定した。朝日新聞社にドイツのFAXの技術者が、大阪毎日新聞社に当時の日本電気の技術者が就き、両社とも試験時はまったく成功せず、NE式を採用した大阪毎日新聞社が本番のとき、初めて成功した。
朝日新聞社は、大阪毎日新聞社が速報を出した数時間後に、やっと成功した。
その後、NE式は新聞社から始まり官公庁や大企業で専用回線を使用した写真電送に使用され、一般向けでは逓信省が1930年（昭和5年）に「写真電報」という名でサービスを開始した。昭和11年には甲乙丙丁の四種類があり、送れる用紙の大きさによって値段が異なった。普通の電報がカタカナ数字しか送れなかったのに対して写真電報は手書きの文字がそのまま送れたので漢字が使える利点が大きかった。
- 甲:8円、18×26センチ
- 乙:5円、18×13センチ
- 丙:3円、18×8センチ
- 丁:1円、18×8センチ、用紙サイズは丙と同じだが半分しか書けない

1936年に開催されたベルリンオリンピックではベルリン - 東京間に敷設された短波通信回線により電送された写真が新聞紙面を飾り、それまでの飛行機便による速報写真は役目を終えていった。
1937年（昭和12年）にNE式は携帯端末となり、日中戦争の報道に使用された。その無線技術は高く評価され、後に日本陸軍の無線・通信設備を独占した。
戦後は、逓信省による東京 - 大阪間の公衆模写電信業務、電電公社の電報、気象庁の天気図、国鉄（現JR）による連絡指示事項を全国の駅に一斉同報、警察の手配写真、新聞報道の写真や記事伝送などに利用された。

#### 画像データの伝送標準化と回線開放
FAXの普及が急速に進んだ理由は、CCITT（現 ITU-T）によるFAX画像データ伝送方式の標準化と、通信自由化による電話回線のデータ通信への開放である。
CCITT（現 ITU-T）において国際的なFAXの画像データ伝送方法（プロトコル）についての標準化が審議された。
最初に、1960年（昭和35年）に前述のコルンやベラン、小林らが開発した円筒・機械式走査の『写真電送装置の標準化』が行われた。
円筒の直径は66・70・88mmの3種が選定され、走査ピッチ（円筒軸方向の移動幅）は円筒直径を協約数（264または352）で除した数値（直径66mmで協約数264の場合の走査ピッチは0.25mm）とした。この規定により協約数が同一であれば、円筒径が異なる送受信機間でも画像乱れの無い通信が可能となる。その他、ドラムの回転速度（60・90・120・150rpmの4種）とその誤差、同期や位相、振幅変調や周波数変調等について勧告が出された。
1970年代までは、ファクシミリ通信とは高価な装置を用いる業務用通信の手段で、使用は報道会社、鉄道会社、警察組織、軍の組織、特定の企業など、組織の内部通信のために使われていた。
G1
平面走査タイプのスキャナや新しい記録方式の開発に対応して、1968年（昭和43年）G1規格（電話回線、データ圧縮無しでA4サイズ原稿を6分で送信）が勧告された。
G1規格は走査線密度は3.85本/mm、電話回線での走査線周波数は180本/分（3本/秒）、振幅変調（AM : Amplitude Modulation）と周波数変調（FM : Frequency Modulation）について規定している。スキャナで得られる画像信号はアナログで、振幅変調で送信する場合は、搬送周波数1,300 - 1,900Hzの範囲内で白を最大振幅、黒を最小振幅と定めている。周波数変調で送信する場合は、白が搬送周波数-400Hz、黒が搬送周波数+400Hzの範囲内と規定され、交換回線経由での搬送周波数は1,700Hzと規定されている。
1971年（昭和46年）の特定通信回線、1972年（昭和47年）の公衆通信回線を利用した通信の自由化（第1次通信回線開放）とともに、電話回線がデータ通信やFAX通信に広く利用され、東方電機（後の松下電送）・NEC・東芝・東京航空計器・日本無線等が競ってFAXのG1適用機を商品化した。
G2
さらに、1976年（昭和51年）にA4サイズの原稿を3分で送信するG2規格が勧告された。
走査線密度はG1規格と同じ3.85本/mmで、走査線周波数を360本/分にし、2倍の速度の標準化をしている。
G3
画像信号のデジタル化と伝送時間を短縮するデータ圧縮技術が実用化されて、1980年（昭和55年）にA4サイズの原稿を1分で送信するG3規格が勧告された（数回の改訂があり最新版は2003年7月）。対象とする用紙はA4・B4・A3・レターサイズ・リーガルサイズで、その短辺幅を考慮して、走査幅は215・255・303mmの3種を規定している。走査の送り方向の走査線密度（垂直方向）は3.85本/mm（G1・G2を踏襲）、オプションとして7.7本/mm・15.4本/mmを規格化している。走査方向（水平方向）の信号はG1・G2規格ではアナログであるが、G3規格では細かく分割した画素単位（8画素/mm）で白と黒の2値にデジタル化される。オプションとしてインチ系の規格もあり、走査の送り方向（垂直方向）は100・200・300・400・600・800・1,200本/1インチ（25.4mm）の7種が、走査方向（水平方向）は100・200・300・400・600・1,200画素/1インチ（25.4mm）の6種が規格化されている。画像データのデジタル化にともない、データ圧縮や誤り訂正の技術やFAXにメモリーを内蔵しての種々の機能（一斉同報、機密保護通信、ポーリング受信、時刻指定通信、マルチドロップ、メモリー間通信等）が開発された。
G3規格ではオプションとして1次元符号化と2次元符号化、拡張2次元符号化によるデータ圧縮やECM（Error Correction Mode）などを規定することにより、1分送信を実現している。
G3規格の登場により、ファクシミリの市場が一気に活性化。その結果日本の電機メーカー・通信機メーカー・事務機器メーカーなども開発・製造に乗り出し、特に、漢字文化を持つ日本では図像電送へのさまざまなニーズがあり、ファクシミリの性能向上への要求も強く、質や機能や使い勝手の向上が図られ、そのおかげでファクシミリは同一企業内だけでなく不特定多数との交信にも使われる通信手段として広く普及し、日本のメーカーのファクシミリは世界市場を席巻する情況になった。オフィス用途では高スピード、高解像度、大量送信、大量受信に対応できるファクシミリ機器が採用され、家庭用やスモールオフィス用には低価格で省スペースのファクシミリ機器が販売された。このような経緯で一般家庭にもFAX機の普及が進んだ。
G4
1984年（昭和59年）にFAXデータを高速デジタル回線で送信するための標準化、G4規格が勧告された。
G4規格はG3規格を拡張して回線交換公衆データ網（CSPDN）、パケット交換公衆データ網（PSPDN）、ISDNに対応した規格である。
以上の規格の制定や回線開放と共に量産とコストダウンが進み、官庁や新聞社から大企業、さらに中小企業や個人へと使用が拡大した。

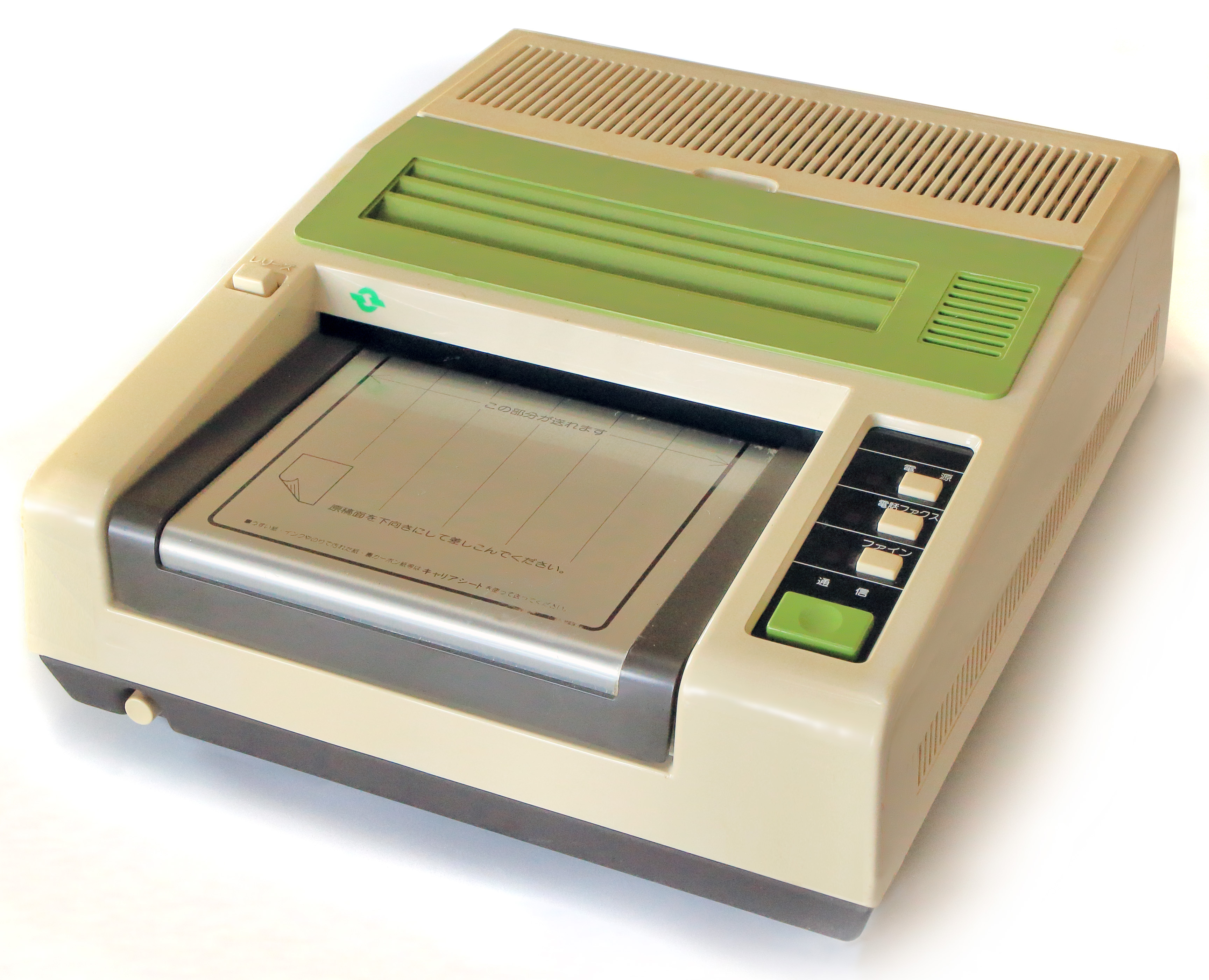
日本電信電話公社が販売していたミニファクス MF1

1981年には日本電信電話公社（電電公社）により、通信料金の安いファクシミリ通信網（Fネット）が開始された。同時に日本電気、日立製作所、富士通、松下電送、東芝が分担開発したミニファックスMF-1が電電公社から発売され、ヒット商品となった。1984年にはG3規格摘要の改良機MF-2を開発・販売を開始した,。
その間、現在の主力であるG3ファクスが開発され、また1985年に電話機を始めとする端末設備の接続が自由化（端末の自由化）されると、中小企業や商店などで急速にファクスが普及し始めるとともに、パーソナルコンピュータなどのFAX内蔵モデムが登場する。
1988年に開催されたソウルオリンピックを目前に高解像度のカラーイメージスキャナーが登場し、同時に日本の主要都市に光ファイバーが敷設され、デジタル通信回線により高解像度の電送された写真が地方新聞社に送られカラー写真が紙面を飾った。
1990年代に入ると、コードレス留守番電話機と結合された形で、一般家庭でも使われるようになった。また、ファクシミリの機能を活用しあらかじめ決められたコード番号を入力することで様々な情報を受信することが可能なFAXサービスの提供が主な企業より行われた。
日本では1990年代半ばまでファクシミリの通信網契約数は右肩上がりで増えつづけ、たとえば1984年に1万8千件ほどだった契約数は、5年後の1989年には36万9千件ほどになり、1994年には67万8千件ほどに達していた。

#### 2000年代以降の利用状況
1990年代後半あたりから情報転送の技術としてインターネットの利用が普及し、2000年代に入ってからビジネスでも徐々に文字・図像情報の転送にインターネットを利用することも増え、それと連動してファクシミリの利用は徐々に減った。しかし、証拠を残す必要がある用途、パソコンを使わずに画像を即座に転送できるなどの有利な面があり、業務用では官公庁向け、家庭用では高齢者向けに需要が残っている。
2020年に新型コロナウイルスの流行が拡大した際、日本社会のファクシミリ依存が表面化した。日本の官公庁ではファクシミリに依存したシステムが使われ続けていることが業務の効率化を妨げているとして、2021年に河野太郎行政刷新担当大臣がファクシミリからの移行を提案しているが、事務方は国会対応のため議員とのやりとりに使うなどの理由から消極的である。例外的に外務省は外部とのやりとりが少ないため、裁判資料の送付などを除き電子メールへ移行している。
日本の芸能事務所などではファクシミリで情報のやり取りをすることが多く、特に有名人が結婚・離婚・妊娠などの重大事項を発表する際などは、本人もしくは所属事務所がテレビ局や新聞社にファクシミリで送信することが多い。これは、ファクシミリは文面の下に自筆で署名もできるほか、発信者の確認がしやすく、「怪文書」扱いになりにくい形で複数の報道会社に向けて一括で送信できるからとされる。
日本におけるファクシミリの世帯普及率は2017年（平成29年）に35.3%。世帯主年齢が20代で1.3%、30代で11.2%、40代では35.1%。2020年（令和2年）には20代は2.1％、30代は9.4％、40代は25.8％、50代は43.2%、60代は48%、70代は47.4%、80代以上は38.9%と高齢化傾向になっている。
イギリスの鉄道会社では、2024年現在も運転士のシフト勤務の調整にファクシミリが使用されている。過去に経営サイドがタブレットの導入を進めたことがあったが、労働組合の反対により導入計画が頓挫。現状維持が続く状況となった。
ファクシミリ機器については、2000年代に入ってからはIP電話・LAN・インターネットなどの電話交換機を介さないIP通信網を利用したInternetFAXも利用されるようになった。市販されているファクシミリ機器は、電話機と一体になっているものがほとんどである。

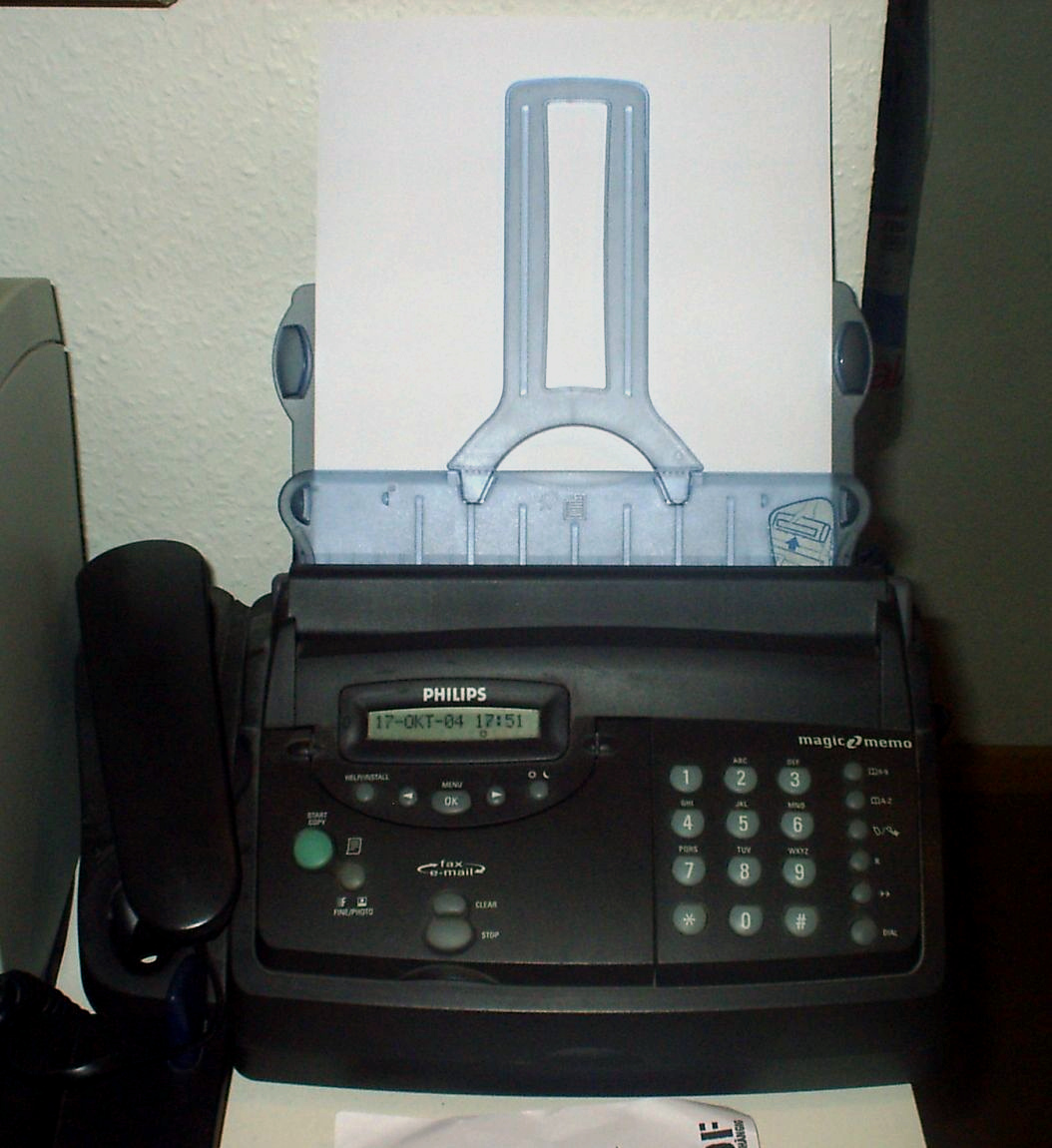
電話網に接続する家庭用ファクシミリ機（2004年）
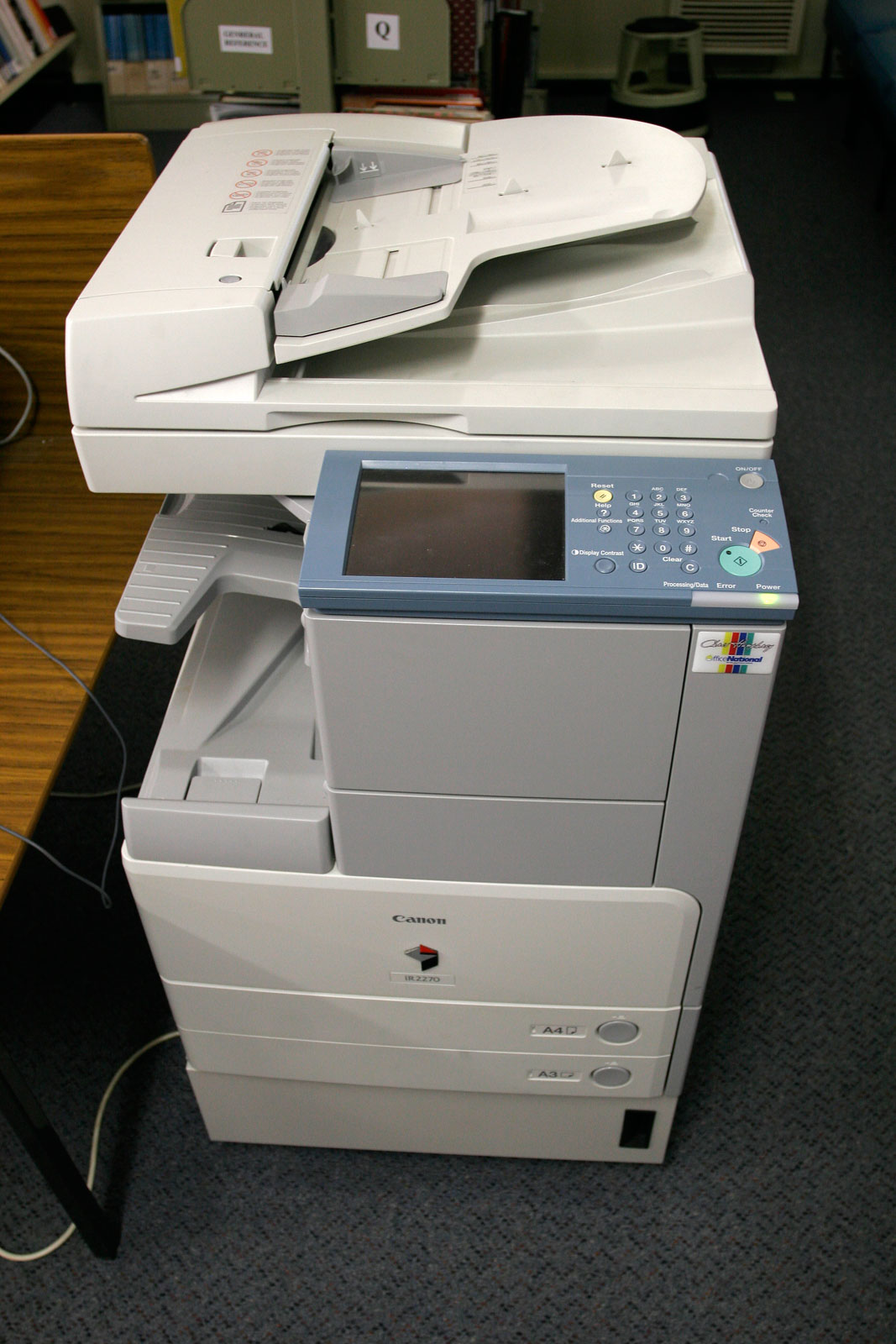
コピー機とプリンター・スキャナー・FAXが一体になった複合機（2004年）

### 21世紀のアメリカ
2010年代にはスミソニアン博物館にファクシミリが産業遺産として収集されたが、2020年代においてもセキュリティーやプライバシーなどを理由にインターネット網に接続していない、デジタルな集計を行わない機関や分野（警察、医療関係）では使用され続けている。2020年に新型コロナウイルス感染症の集計が行なわれた際には、ファクシミリによる報告が少なからず行われ、現場が集計に手間取って恐慌をきたす場面もあった。

### 21世紀のイギリス
2020年代においても、イギリスでは一部でファクシミリの使用が続けられている。マンチェスター近郊で運行されているノーザン鉄道の例では、社員の休暇申請や、鉄道のキャンセルを社員に伝えるためにファクシミリが使われていた。電子メールなどの多様な手段が普及している中で非効率な使用方法ではあったが、労働組合がファクシミリを他の手段に置き換えることを拒んでいたためである。2023年、イギリス議会が電話会社に課していたファクシミリへの対応義務を撤廃。これは即時にファクシミリの使用を不可能にするものではないが、使用機会を奪いかねない措置に反対する意見が多く見られた。

## 名称
この種の伝送は最初から「ファクシミリ」という呼称で定まっていたわけではなく、「telephotography テレフォトグラフィ」や「telecopy テレコピー」などと呼ばれていたこともある。
「ファクシミリ facsimile」という用語はラテン語のfac simile（＝「同じものを作れ」）←｛facere（為す）+simile（同一）｝が語源である。。
「FAX（ファックス）」は本来、ゼロックス社のファクシミリに附された登録商標であったが、商標の普通名称化により広く使われる言葉となっている。

## 種類や分類
いろいろな分類法があるが、ひとつには document facsimile 模写電送 / photograph facsimile 写真電送」と分類する方法がある（あった）。模写電送は、白か黒の2階調しかなく文字や線のようなものしか送れないものであり、写真電送とは中間調を含む写真のようなものも送れるものである。
有線ファクシミリ / ラジオファクシミリ（無線ファクシミリ）　と分類することもある。
日本の電波法施行規則内で「ファクシミリ」と呼ばれているのは、後者のラジオファクシミリのことで、「電波を利用して、永久的な形に受信するために静止影像を送り、又は受けるための通信設備」と定義している（電波法施行規則2条1項23号）。
伝送経路の歴史的な変化、広がりを踏まえつつ、有線ファクシミリ / ラジオファクシミリ / 電話線（電話網）ファクシミリ　と分類することもある。
標準化をもとにG1 / G2 / G3 / G4などと分類することもある。
最終的に出力される紙（「記録紙」）を基準にして（FAX機を） 感熱紙FAX / 普通紙FAX などと分類することもある。

## ファクシミリ基本技術の推移

### スキャナ（送信側）

#### 振り子方式
1843年、ベインは振り子の振幅方向に平行な下部側面に絶縁板をセット、その絶縁板上に金属の文字を置き、振り子の先に絶縁板に接触する金属針を取り付けて、左右に振り子を動かす方式を発明した。振り子の先の接触針は絶縁板を左右に移動して、絶縁部分に接触している時は「非導通」、金属部分に接触すると「導通」の信号を送る。1回の振幅毎に絶縁板を上方（又は下方）に少しずつ移動させて、絶縁板全体を走査させる。送信側の読取走査と受信側の記録走査は、それぞれ別の振り子を利用しているので同期が難しく、記録位置にずれが発生して画像が乱れ実用化されなかった。
1862年、カセルはベインの同期が難しいという欠点を改良した。1862年、カセルは送信側から振り子の同期信号を送り、受信側の振り子を電磁マグネットで制御して同期を取ることを発明した（Pantelegraph）。フランス郵便･電信公社で採用され、手書きの文字や図面や絵等の電送に使用された。

#### 機械走査のドラム回転式
1848年、ベイクウエルは金属円筒に特殊な絶縁インクで書いた金属箔を巻き付け、金属針を接触させて、円筒を回転させて「導通」、「非導通」の信号を得る。円筒を回転しながら、接触針を円筒の片方の端から他端にむかって軸方向に少しずつ移動させることによって、円周面（金属箔）全体を走査（スキャン）してその信号を送信した。
1906年、コルンとベランはイラスト、文字等が書かれた用紙を回転する円筒に巻き付け、用紙の一点にレンズで焦点を合わせて、光電管に光を送る。固定したレンズと光電管をドラムの軸方向に少しずつ移動させて全体を走査する。用紙に書かれた文字やイラスト等の「白」と「黒」およびその中間色の部分を光電管によって色の濃さに比例した電気信号に変えて送信する。
ドラム回転式は原稿を1枚ずつセットするので操作が煩雑で多数の原稿に時間を要する等の問題があり、平面走査による操作性の改善が求められていた。

#### オプチカル・ファイバによる平面走査
オプティカル・ファイバは極細に引き延ばした糸状のガラスである。そのガラス糸の端面に光を当てると光は直進し、ほとんどロス無く他端に到達する。そのファイバ約1,500本を横（原稿幅）一列に並べて、読み取りする原稿に接触させる。原稿に光を当てて白・黒の反射光を対応する1,500本のオプティカル・ファイバで反対側に送る。反対側の終端はセンサ側で、配列の順序はそのままで円形に固定し、その円形に対向して円盤を配置、モータで円盤を回転する。円盤にはファイバ終端の円形に相当する位置に1本のファイバがセットしてあり、円盤の回転により1,500本のファイバをスキャンする。ファイバの他端から出た光はフォト・マルチプライア（光電子増倍管）で電気信号に変換される。このオプティカル・ファイバは「ライン・サークル・コンバータ」と呼ばれ、オリンパス光学が開発した。

#### フォト・ダイオード・アレイによる固体走査
原稿に蛍光灯の光を当てレンズでフォト・ダイオード・アレイに焦点する。アレイはフォトダイオード512個を一列に並べてLSI化したものである。主走査方向256mm幅の原稿を4分割し4個のフォトダイオードアレイ面に焦点を合わせる。4×512個のフォトダイオードの出力を順次取り出すことにより1ラインの画像信号をスキャンする。8pel/mmの解像度を得る。

#### CCDによる固体走査
原稿に蛍光灯で光を当てレンズで一列に並べたフォトダイオードに焦点を合わせる。各フォトダイオードに対応してCCD（Charge Coupled Device Image Sensor）が配置されている。フォトダイオードが受けた光の強さを対応するCCDに伝えて記憶し、CCDを順次読み出すことによりスキャンする。

#### 密着イメージセンサによる固体走査
照明を蛍光ランプからLEDアレイに変えて長寿命化、屈折率分布型レンズアレイを使用して光路長を30cmから1cmに短縮、センサにCdSタイプを使用したスキャナが開発された。大幅な小型化が図られ、読み取り部のユニット化が実現した。
完全な密着イメージセンサは京セラが1996年に発売したのが最初で、その後各社が開発し、各社のファックスで広く採用された。

#### フラットベッドタイプのスキャナ
本や雑誌、薄い用紙や小さい用紙等の原稿をガラス面に伏せてセットしてスキャンする。現在のコピーマシーンで採用されている自動給紙機構を持つ高性能ファックスが出現した。

### 記録（受信側）

#### 振り子方式
1843年、ベインは振り子の振幅方向に平行な下部側面に接触針を設けて、化学反応によって変色する記録紙に接触針を走査させた。「導通」の信号のときに電流を流して、記録紙を変色させて送信側の絶縁板上の金属文字を再生させる。

#### 機械走査のドラム回転式
1848年ベイクウエルは金属円筒に送信側と同じ大きさの金属円筒と接触針を設け、電流が流れたときに変色する化学紙を巻き付け、送信側に同期して回転させる。送信側の導通･非導通の信号は記録紙に濃淡となって表示された。
1906年、コルンとベランは送信側と同期して円筒を回転させ、円筒に巻いた印画紙に、送られてきた信号に基づいた光を当てて感光させた。写真の中間調（ハーフトーン）電送を実現させた。

#### OFT記録
OFT（Optical Fiber Tube）は表示面にオプティカル・ファイバ（極細に引き延ばした糸状のガラス）を束にして板状にしたプレートを使用したCRT（ブラウン管）である。内面に塗布された蛍光体に電子が衝突して発光し、ファイバを直進して表示面に出てくる。表示面に記録紙を密着して感光させる。一般のCRTは光が発散するが、OFTではファイバの方向へ光が直進するので、レンズにより焦点を合わせる効果と同様な解像度の良い画質となる。FAXに使用するOFTは表示面が扁平な形状で、横幅は用紙の幅（A4の場合約210mm）、縦方向は約1cmである。
記録用紙（ZnO紙）を帯電器に通した後、OFTのファイバー・プレートに密着して少しずつ移動する。帯電した用紙はOFT表示面からの光に当たったところが放電（露光）して潜像をつくり、次工程で黒色微細粉をいれた液体で湿したローラと接触（液体現像 : ローラ現像）させることにより、記録紙の帯電していない箇所に黒色粉が付く（現像、定着）。

#### マルチスタイラスによる静電記録
マルチスタイラスは32本の針状電極を微細間隔で一直線に並べてブロック化したものである。そのブロックを64個並べて1列2,048本とし、静電記録紙に密着させる。白・黒の信号により金属針の電圧をオンオフして記録紙に帯電させて潜像をつくる。記録紙を現像器に通すと帯電した箇所に黒色微細粉が付く。その記録紙をローラに通して圧力をかけ、黒色微細粉を紙の繊維間に押し込んで定着させる。

#### 感熱記録
感熱記録紙は熱により黒色を発色する。FAXの場合は8個/mmの間隔で横一線に並べた発熱体（サーマルヘッド）を記録紙に密着させて画像を得る。多くの普及型FAXで採用されている。構造が簡単でコストが安いが、記録紙が長期保存により退色する短所がある。

#### レーザーによる電子写真式記録
感光ドラムを「帯電」させ、レーザーで照射すると、照射された箇所の電荷が放電して電荷像（潜像）を作る。帯電させた黒色の微細な粉末（トナー）を感光ドラムに近づけると電荷のない部分にのみトナーが付着する（「現像」）。感光ドラムに用紙を押しつけて、トナーを用紙に「転写」する。ドラムを通過した用紙に強いフラッシュ光を当てトナーを用紙に溶着させて「定着」をする。印字品質が良く印刷速度が速いが、複雑な構造で、コストが高い。現在ではレーザー・プリンタで使用されている。

#### 熱転写方式の普通紙記録
普通紙の上にフィルム状の熱転写リボンを重ねて発熱体（サーマルヘッド）に接触させると、熱が加わった箇所にリボンの色（FAXの場合は黒）が転写される。初期のFAXはロール紙が使用されていたが、最近ではA4またはB4サイズのカット紙（市販のコピー用紙〈普通紙〉）が使用されている。また印刷はカット紙の普及に伴い、多くは各社純正品、ないしはそれを模した互換品のロール式インクリボンが用いられているが、メーカーによっては複合機（インクジェットプリンター）により、専用のインクカートリッジを用いる場合もある

### データの圧縮

#### 1次元符号化方式（MH）
1ラインごとに画像データを処理してデータを圧縮する符号化方式である。一般の文書の画素データ（pel）は黒または白の連続が多いことを利用したデータの圧縮方法である。黒（または白）画素の連続した数（ランレングスという）をコードに変換して送信し、受信側で元の画素に復元する。出現頻度の高いランレングスから順番に短いコードに変換して、画像データを符号化することにより、送信データを短く（圧縮）することができ、送信時間を短縮することができる。FAXでは従来の1/6になりA4原稿を約1分で電送できる。
1980年CCITTにおいて、G3規格の中でMH（Modified Huffman）符号化方式としてランレングスに対するコードが標準化され、「1次元符号化方式」として制定された。

#### 二次元圧縮方式RAC
文字や簡単な図形が中心の原稿は、画像データの上の行と下の行はほとんど同じで、変化は少ない。この性質を利用してデータ量の大幅な圧縮を図ったのがRAC（Relative Address Coding）である。RACは下の画像データを一段上のデータ（参照ライン）と比較して、変化している箇所を検出し、その位置を符号化してデータ圧縮をする方式である。
参照ラインのデータが圧縮なしの場合にMR（Modified Read）方式、参照ラインのデータがMH方式（上記「1次元符号化方式」）で圧縮されている場合はMMR（Modified Modified Read）方式という。1980年CCITTによるG3規格の中では上記「1次元符号化方式」のオプションとして「2次元符号化方式」として制定された。

#### 2ライン一括符号化方式
1次元符号化方式（MH）は「白」と「黒」の2種の変化であるが、この方式は二ラインの「白・白」、「白・黒」、「黒・白」、「黒・黒」の4つの組み合わせがある。この組み合わせの変化とランレングスのデータを送信する。「2走査線一括ランレングス符号化方式」とも呼ばれている。

#### ALDC（自動線密度切り替え）
ファクシミリのG3規格には「標準モード」とオプションとして「ファインモード」がある。標準モードでは装置の縦方向（副走査）は1mm当たり3.85ライン、ファインモードで7.7ラインであり解像度が良い。しかし、ファインモードはデータ量が2倍で、伝送時間が2倍長くなるという短所がある。ALDC（Adaptive Line Dencity Control）は、複雑な図や細かい文字かどうかを送信データのランレングスで判定してファインモードと標準モードに自動的に切り替える機能である。

### 通信関係

#### 蓄積交換システム
FAXの送信データを蓄積交換装置に送ってメモリーし、後宛先FAXに送信する。1979年に商品化された蓄積交換装置は現在のFAXへ継承されている下記のように多数の機能を実現している。
自動送信
OMRシートやワンタッチキーにより自動送信する。
同報サービス
複数のFAXに同一電文を送信する。
列信サービス
受信した複数枚の原稿を纏めて送信する。
優先サービス
優先度の高い電文を先に宛先のFAXに送信する。
代表サービス
複数のFAXをグループ化して、一つの電話番号で送信し、空いているFAXで受信できる。
機密保護サービス
受信側FAXのパスワード入力により送信する。
代行サービス
宛先のFAXが障害等で受信できない場合、予め設定されている他のFAXへ送信、又はメモリーに一時蓄積する。
通信証明サービス
送信が完了した文書に送信済みスタンプを、受信した文書に受信時間等を印字する。
トレースサービス
電文の状態を追跡させる。
上記の機能は1982年にはフロッピー・ディスク内蔵のファクシミリに受け継がれ、1986年にはRAMを画像メモリーとしたファクシミリに引き継がれた。

#### 順次自動ポーリング受信
受信側のFAXから要求して送信側FAXのデータを送信させる機能である。受信側FAXのキー操作により、登録されたFAXに接続し、文書等を送信させて受信する。電話料金が安価になる遠距離・夜間等の通信に利用された。1980年に実用化された。その後、1984年以降では、メモリーを内蔵するFAXが商品化され、同報装置無しでこの機能を実現した。

#### スーパー電送方式
FAXの画像データをメモリに蓄積し、宛先のFAXのメモリに高速で伝送する。1982年に世界で初めてフロッピーディスク内蔵のFAXが商品化され、A4サイズを世界最高速の9秒で電送（G3規格は1分）した。この方式を「スーパー伝送」と呼んだ。電話回線を利用してのファイル転送の先駆けとなった。

#### 中継同報
同報先の1台のFAXにデータを送信し、そのFAXから近隣のFAXに同報する。国際回線や東京・大阪間等の遠隔地の多数のFAXに同報する場合に効率が良く、低コストで伝送できるシステムである。1982年に商品化された。

#### ECM（Error Correction Mode: 誤り訂正）
FAXの画像データを圧縮して送信する際、途中の通信回線でノイズやひずみ等でデータが間違った場合、受信した画像が大きく乱れる。この対策として、受信データの間違いを修正する方法がECMである。FAXの画像データを分割して、その一つ一つの後に数ビットの補正データを附加して送信する。受信側では受信した画像データと補正データを照合して、正しく受信した場合はそのまま、エラーを起こしたデータに対しては補正データにより修正して印刷する。1987年（昭和62年）にCCITTがG3規格のオプションとして採用した。

#### モデムフォールバック・ステップアップ
電話回線経由の電気信号にはノイズや歪みがあり、送信したデータが正しく伝わらないことがある。FAXの画像データを送信した場合、データにエラーがあると画像が乱れ、ひどい場合には文字が読み取れない場合がある。高速伝送は送信時間を短縮できるがノイズや歪みの影響を受けやすい。低速での伝送は比較的にノイズや歪みの影響が少ない。モデムは伝送速度の切り替え機能があるが、当初は自動切り替えの機能を持っていなかった。モデムフォールバックは受信側で電話回線の状況を計測し（SQD : Signal Quality Detection）、品質が良くない場合には伝送速度を下げて品質を確保する機能である。この手法（フォールバック）は現在でもADSL等で採用されている。ステップアップはこの逆で、品質が良い場合に伝送速度を上げる方式である。

### 機能

#### 自動診断機能
FAXは読取部、記録部、シーケンス制御部、データ圧縮・復元部、伝送制御部、モデム部で構成されている。自己診断プログラムにより各ユニットの機能の自動チェック、パターン発生器によるテスト、折り返し伝送テストができ、操作パネルにその結果を表示する。1979年に商品化されたFAXに採用された。

#### 受信側FAXに対応した縮小送信
スキャナで読み込んだB4やA3サイズの原稿のデータを、宛先のFAXの記録紙のサイズに合わせて（A3→A4・B4、B4→A4）データ変換して送信する。

#### 相手側番号表示
誤接続の防止をするために送信側のFAXに宛先FAXの電話番号を表示する。

#### 省電力
自動受信待機時は主電源をOFFにし、受信の時点で自動的にONにすることで、大幅な省電力化が図られる。

## 操作および送信側と受信側の動作の時系列
1. （送信側は）精細度や原稿の濃さを設定し相手先電話番号を入力する。業務用の複合機ではここで用紙を1枚ずつ送り込んで、イメージ情報として読み取られ、一度内部のメモリに記憶される。
2. （送信側は）交換機へダイヤル信号を送出し、相手のFAXに発信する。
3. 受信側が応答しなかったり、話中の場合は、一定時間経過後にリダイヤルする。
4. 送信側から受信側へ、CNG信号（CalliNG。0.5秒間の1,100Hzのトーンと3秒間の無音の繰り返し。「ポー」「ポー」（繰り返し）と聞こえ、多くの機材では回線接続前から発している）を送出する。
5. 回線接続後、受信側では送信側からのCNG信号を検出し、必要に応じて電話/FAX切替器を動作させてFAX装置を起動。CED信号（受信側から送られる「ピー」と聞こえる2,100Hzの連続音。FAX専用の電話回線に接続されている場合、CNGの有無にかかわらずCED信号を出す装置も少なくない）を発して応答する。
6. その後、送信側・受信側で互いに実装されている能力情報の受け渡しを行い利用可能な最大能力での通信速度・画像データの符号化・符号訂正方式などを決定、トレーニングによりモデムの調整を行う。
7. 方式にあわせた画像信号形式で送信側からデータを送信する。家庭用など小型の機器はここで読み込みを開始し、同時にデータを送信する。
8. 受信側のFAXからの受信完了信号を確認しながら送信側はデータを次々送信する。エラーの場合は、再送信を行う（送信側の設定で再送信せずに終了させることもできる）。
9. 送信終了または、相手から一定時間応答無い場合、回線を切断する。
10. 受信側では記録紙に印刷を行う（家庭用のように受信と同時に印刷する機種もあれば、業務用のように受信を完了した時点で印刷を開始する機種もある）。記録紙が切れた場合には内蔵メモリである程度まで受信（代行受信）を行う（対応機種のみ。代行受信できない機種の場合は異常終了として通信を切断する）。また、受信中は内蔵メモリで記録しておき、他のFAXやパソコンなどへの転送、ディスプレイでの確認を行った上で、必要なものだけ印刷することが可能なものもある。
11. 送信側では、正常終了または異常終了のメッセージが出力される。

## 規格
| 規格             | 公称 伝送 時間 A4 1枚 当たり /秒                                      | 使用 通信 回線         | 最大 解像度 dpi                                                | 特徴                                                                                       | 伝送・変調方式                                        | 伝送・変調方式                                        | 画像 圧縮      | ITU-T勧告             | ITU-T勧告         | ITU-T勧告         | ITU-T勧告 |  |
| 規格             | 公称 伝送 時間 A4 1枚 当たり /秒                                      | 使用 通信 回線         | 最大 解像度 dpi                                                | 特徴                                                                                       | モデム                                                | 最大 通信 速度 kbps                                   | 画像 圧縮      | 端末 特性             | 伝送 手順         |                   | 制定年    |  |
| ---------------- | --------------------------------------------------------------------- | ---------------------- | -------------------------------------------------------------- | ------------------------------------------------------------------------------------------ | ----------------------------------------------------- | ----------------------------------------------------- | -------------- | --------------------- | ----------------- | ----------------- | --------- |  |
| G1               | 360                                                                   | 0.3- 3.4 kHz 音声 回線 | 100× 100                                                       | アナログ伝送                                                                               | DSB AM                                                | DSB AM                                                |                | T.2                   | T.30              | T.30              | 1968      |  |
| G2               | 180                                                                   | 0.3- 3.4 kHz 音声 回線 | 100× 100                                                       | アナログ伝送                                                                               | VSB AM                                                | VSB AM                                                |                | T.3                   | T.30              | T.30              | 1976      |  |
| G3               | 60                                                                    | 0.3- 3.4 kHz 音声 回線 | 200× 200                                                       | 全てのG3が対応                                                                             | V.27 ter                                              | 4.8                                                   | MH             | T.4                   | T.30              | T.30              | 1980      |  |
| G3               | 30                                                                    | 0.3- 3.4 kHz 音声 回線 | 200× 200                                                       | 家庭用                                                                                     | V.29                                                  | 9.6                                                   | MH             | T.4                   | T.30              | T.30              |           |  |
| G3               | 20                                                                    | 0.3- 3.4 kHz 音声 回線 | 200× 200                                                       | 業務用                                                                                     | V.17                                                  | 14.4                                                  | MR             | T.4                   | T.30              | T.30              |           |  |
| Super G3         | 3                                                                     | 0.3- 3.4 kHz 音声 回線 | 200× 200                                                       |                                                                                            | V.34                                                  | 33.6                                                  | MMR JBIG       | T.4                   | T.30              | T.30              |           |  |
| カラーG3         |                                                                       | 0.3- 3.4 kHz 音声 回線 | 200× 200                                                       |                                                                                            |                                                       |                                                       | JPEG           | T.4                   | T.30E             | T.30E             |           |  |
| インバンドIP FAX |                                                                       | IP電話                 | 200× 200                                                       | VoIPでモデム音声を伝送                                                                     | V.29                                                  | 9.6                                                   | MH             | T.4                   |                   |                   |           |  |
| Internet FAX     |                                                                       | Internet Protocol      |                                                                | internet facsimile protocolパケットでリアルタイム伝送                                      | internet facsimile protocolパケットでリアルタイム伝送 | internet facsimile protocolパケットでリアルタイム伝送 | MH MR MMR JBIG | T.4                   | T.38              | T.38              | 1998      |  |
| Internet FAX     | 基本的な機能を規定                                                    | Internet Protocol      | 電子メールのTIFF添付ファイルとして 画像データをSMTPで 蓄積交換 | 電子メールのTIFF添付ファイルとして 画像データをSMTPで 蓄積交換                             | T.37                                                  | Simple mode                                           | MH MR MMR JBIG | T.4                   |                   |                   | 1998      |  |
| Internet FAX     | 送達確認・機器間の能力確認などの双方向 カラー伝送などの付加機能を規定 | Internet Protocol      | 電子メールのTIFF添付ファイルとして 画像データをSMTPで 蓄積交換 | 電子メールのTIFF添付ファイルとして 画像データをSMTPで 蓄積交換                             | T.37                                                  | MH MR MMR JBIG JPEG                                   | Full mode      | T.4                   | 1999              |                   |           |  |
| Internet FAX     | 同一ローカルネットワーク内で メールサーバ不要のリアルタイム直接通信   | Internet Protocol      | 電子メールのTIFF添付ファイルとして 画像データをSMTPで 蓄積交換 | 電子メールのTIFF添付ファイルとして 画像データをSMTPで 蓄積交換                             | T.37                                                  | MH MR MMR JBIG JPEG                                   | ダイレクトSMTP | T.4                   | 2007              |                   |           |  |
| G4               | 3                                                                     | ISDN                   | 400× 400                                                       | G3の機能も備える しかし通信相手がひかり電話回線の場合 G3モードでも通信が出来ない制約がある | デジ タル モード                                      | 64                                                    | MMR JBIG       | T.6 T.503 T.521 T.563 | T.62 T.70 T.62bis | T.62 T.70 T.62bis | 1988      |  |

陸上用では、2011年現在は、家庭用・業務用とも、一般の電話回線やIP電話を利用したG3 FAXがほとんどである。同一メーカー同士の通信の場合には、メーカー独自の手法でデータを圧縮して通信時間の短縮を行っていることが多い。

## メーカー
その他に、パーソナルコンピュータやサーバのFAXソフトウェアの発売企業や、InternetFAXとオンラインストレージとを組み合わせたASPがある。

### 日本
| 企業名 | 商標           | 商標                            | 備考 |
| 企業名 | 事業向け       | 家庭向け                        | 備考 |
| --- | -------------- | ------------------------------- | --- |
| NTTグループ | NTT FAX        | でんえもん                      | 他社（＝パナソニック。後述）からのOEM供給。 |
| キヤノン | キヤノフアクス | FAXPHONE （2006年末に販売終了） | |
| パナソニックグループ（九州松下電器→パナソニック コミュニケーションズ→パナソニック システムネットワークス→パナソニック→パナソニック エンターテインメント&コミュニケーション） | Panafax        | おたっくす                      | 製品型番はKX-***（電話機はVE-***。ただし増設子機はFAXと同じKX-***）で始まる。 UF-***で始まる感熱紙FAX「パナファックス」シリーズは（消耗品も含め）生産を終了。感熱紙FAXも「おたっくすKX-PW211DL」を最後に2020年限りで生産を終了した。 現在家庭向けFAXを国内で唯一自社生産しており、量販店向けと系列店「パナソニックショップ」向けとで別々の製品型番を設定（取扱説明書はシリーズごとに系列店・量販店両モデル兼用）。 NTTグループにも「でんえもん」シリーズとしてOEM供給している。 かつて「おたっくす」は九州松下電器が担当し、松下通信工業はFAXを担当していなかった。 Panafaxは被合併会社の松下電送システムが担当していた。 |
| ブラザー工業 | JUSTIO FAX     | Commuche （2016年終了）         | 「PRIVIOシリーズ（カラー複合機）」のみを生産。消耗品供給は継続中。 NTTとの共同開発企業である為、製品型番がFAX-***で始まる。 「Commuche」FAX単体機は在庫品限りの「FAX-210」のみ。 |
| 村田機械 |                |                                 | NTTにOEM供給しているほか、以前はコニカミノルタ、岩崎通信機にも供給していた。 |

| 企業名                | 事業向け | 事業向け   | 家庭向け         | 家庭向け   | 備考 |
| 企業名                | 商標     | 販売終了年 | 商標             | 販売終了年 | 備考 |
| --------------------- | -------- | ---------- | ---------------- | ---------- | --- |
| NECプラットフォームズ |          |            | スピークス       | 2007       | FAX用消耗品供給は継続中。 |
| 三洋電機              |          |            | 手ぶらコードるす | 2011       | パナソニックの完全子会社化に伴い、「おたっくす」に吸収される形で撤退。「SANYO」ブランドFAX用消耗品供給は継続中。 子機を置いたまま（手に持たずに）通話可能な「手ぶらコードるす」シリーズは所ジョージを起用したCMで当時大ヒット。製品型番はSFX-***で始まる。 |
| シャープ              |          |            | fappy            | 2015       | 現在は電話機のみを生産。FAX用消耗品供給は継続中。 製品型番はUX-***で始まる。 現行モデルは在庫品限りの「UX-AF91シリーズ/AF90シリーズ/650シリーズ」のみ。 |
| リコー                | RIFAX    | 2016       |                  |            | |

| 企業名                      | 商標                       | OS                         | OS                         | OS                         | OS                        | OS          | OS             | OS             | OS             | OS             | ダイレクトSMTP 送信 | T.38 ゲートウェイ 対応 | SMTP メールサーバ 連携 | API                                             | システム 連携      | プリンタドライバ 送信 | 備考                      |
| 企業名                      | 商標                       | Windows                    | Windows                    | Windows                    | Windows                   | Windows     | Windows Server | Windows Server | Windows Server | Windows Server | ダイレクトSMTP 送信 | T.38 ゲートウェイ 対応 | SMTP メールサーバ 連携 | API                                             | システム 連携      | プリンタドライバ 送信 | 備考                      |
| 企業名                      | 商標                       | 10                         | 8.1                        | 7                          | Vista                     | XP          | 2016           | 2012           | 2008           | 2003           | ダイレクトSMTP 送信 | T.38 ゲートウェイ 対応 | SMTP メールサーバ 連携 | API                                             | システム 連携      | プリンタドライバ 送信 | 備考                      |
| --------------------------- | -------------------------- | -------------------------- | -------------------------- | -------------------------- | ------------------------- | ----------- | -------------- | -------------- | -------------- | -------------- | ------------------- | ---------------------- | ---------------------- | ----------------------------------------------- | ------------------ | --------------------- | ------------------------- |
| インターコム                | まいと～くFAX              | 32bit Pro Server は64bit可 | 32bit Pro Server は64bit可 | 32bit Pro Server は64bit可 | 32bit                     | 32bit       | 64bit 32bit    | 64bit 32bit    | 32bit          | 32bit          | Pro                 |                        | Pro Server Center      | Pro OCX ライセンス Server Center API 連携キット | Center CSV         | ○                     |                           |
| ウェアポータル              | RelayFax                   | 32bit 64bit                | 32bit 64bit                | 32bit 64bit                | 32bit 64bit               | 32bit 64bit | 32bit 64bit    | 32bit 64bit    | 32bit 64bit    | 32bit 64bit    |                     | ○                      | ○                      |                                                 |                    | ○                     |                           |
| エー・アイ・ソフト          | イージーファクス           |                            |                            |                            |                           | 32bit       |                |                |                |                |                     |                        |                        |                                                 |                    |                       | 2007年3月31日サポート終了 |
| キヤノンソフト 情報システム | ライトニングFAX            | 64bit 32bit                | 64bit 32bit                | 64bit 32bit                | 32bit                     | 32bit       | 64bit 32bit    | 64bit 32bit    | 64bit 32bit    | 32bit          |                     |                        | オプション             | オプション                                      | オプション         |                       |                           |
| ズィット                    | 信汰楼 異文書同報          | 64bit 32bit                | 64bit 32bit                | 64bit 32bit                | 64bit 32bit               | 32bit       | 64bit 32bit    | 64bit 32bit    | 64bit 32bit    | 32bit          |                     |                        |                        |                                                 |                    | ○                     | コムユースの信乃助の後継  |
| 日本ワムネット              | MultiPortFAX               | 64bit 32bit                | 64bit 32bit                | 64bit 32bit                | 32bit                     | 32bit       | 64bit 32bit    | 64bit 32bit    | 64bit 32bit    | 32bit          |                     |                        | オプション             | オプション                                      | XML 準拠 txt       |                       |                           |
| ハンモック                  | RightFax                   | 32bit 64bit                | 32bit 64bit                | 32bit 64bit                | 32bit 64bit               | 32bit 64bit | 32bit 64bit    | 32bit 64bit    | 32bit 64bit    | 32bit 64bit    |                     | FoIP                   | ○                      |                                                 | 基幹システム FAX機 |                       |                           |
| メガソフト                  | STARFAX （スターファクス） | 32/64bit Liteは 32bitのみ  | 32/64bit Liteは 32bitのみ  | 32/64bit Liteは 32bitのみ  | 32/64bit Liteは 32bitのみ | 32bit       | 32bit 64bit    | 32bit 64bit    | 32bit 64bit    | 32bit 64bit    |                     |                        | Lite 以外              | OCX                                             | Engine             | ○                     |                           |

## 類似の装置
- テレメール（通信装置） : 日本電気が1970年代後半に販売していた装置。送信機にセットされた紙にボールペンで字を書くと、離れた場所にある受信機のX-Yプロッタがリアルタイムで書いたとおりにプロットした。

## 設置時の注意
設置時にFAX本体の設定を、ダイヤル回線かプッシュホン回線かISDNの何れかで契約している回線に合わせて正しく設定しなければ正常な送受信が出来ない。また、ADSL等を契約して使用している回線の場合、干渉を避けるため、間にフィルタを取り付ける必要がある。収容される隣接する回線がADSLを使用している場合、影響を受ける場合がある。

## 符号位置
| 記号 | Unicode | JIS X 0213 | 文字参照            | 名称        |
| ---- | ------- | ---------- | ------------------- | ----------- |
| ℻    | U+213B  | -          | &#x213B; &#8507;    | 全角FAX     |
| 📠   | U+1F4E0 | -          | &#x1F4E0; &#128224; | FAX MACHINE |